# Sex de Marinda
Der Sex de Marinda (auch Ché de Mareinda) ist ein 2906 m ü. M. hoher Berg im Val d’Anniviers im Kanton Wallis. Er erhebt sich oberhalb des Ferienorts Grimentz. Der Name Sex stammt vom lateinischen Wort saxum, was so viel wie Fels bedeutet.
An seinem östlichen Fuss liegt der Stausee Lac de Moiry. Westlich erhebt sich die 3254 m ü. M. hohe Sasseneire. Nordöstlich erstreckt sich die Hochebene von Lona mit dem Lac de Lona.
Zwischen dem Sex de Marinda und Sasseneire führt das kleine, bei Mountainbikefahrern beliebte Fahrsträsschen vom Lac de Moiry über die 2792 m ü. M. hohe Basset de Lona auf die Hochebene von Lona.

## Bilder

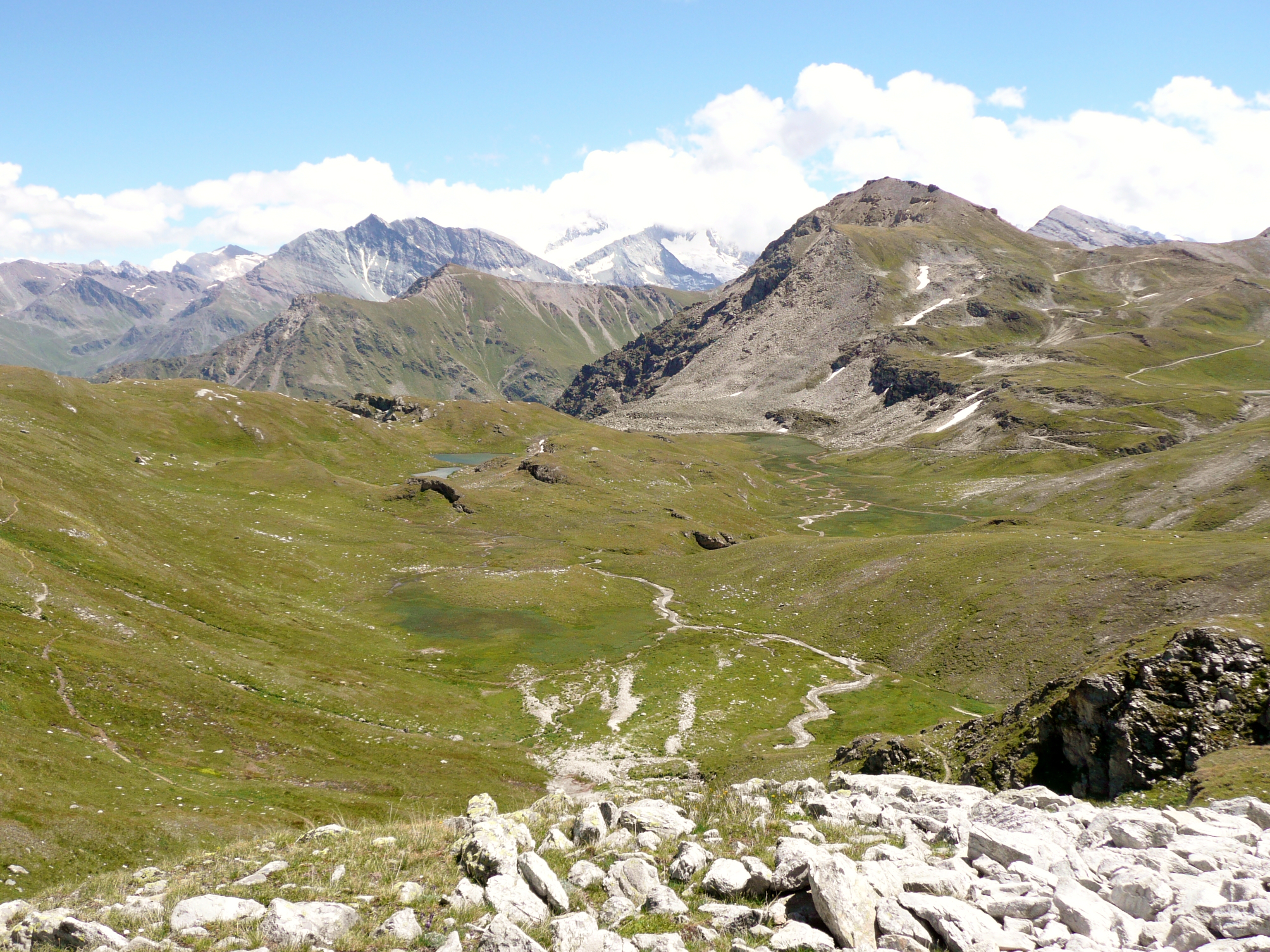
Hochebene von Lona mit Sex de Marinda rechts.